# جيمي ماكجوري
جيمس إدوارد مكاجوري (20 أكتوبر 1982 - 26 أبريل 1904) لاعب كرة القدم إسكتلندي، لعب مُهاجماً لنادي سيلتيك وكلايدبانك إف سي والمُنتخب الإسكتلندي، وبدأ مشواره مدرباً مع نادي كيلمارنوك الإسكتلندي ثم انتقل إلى سلتيك بعد نهاية الحرب العالمية الثانية.
كان أفضل هداف في تاريخ كرة القدم البريطانية بإجمالي 550 هدفًا في مباريات الفريق الأول التنافسية على مستوى النادي والمستوى الدولي. مكاجوري هو شخصية أسطورية في تاريخ سلتيك. وأفضل هداف لهم على الإطلاق برصيد 522 هدفًا، ويحمل الرقم القياسي لأكبر عدد من الأهداف في موسم واحد، مع 57 هدفًا في الدوري والكأس الإسكتلندي من 39 مباراة في موسم 1926-1927. كما حقق رقمًا قياسيًا في الدوري الإنجليزي الممتاز وهو 55 ثلاثية، 48 منها في مباريات الدوري و 7 في مباريات كأس اسكتلندا. يمكن القول إنه سجل في الواقع 56، حيث سجل 8 أهداف في مباراة الدوري الإسكتلندي ضد دونفرملين في عام 1928، وهو أيضًا رقم قياسي في الدوري البريطاني.
كان في سلتيك لمدة 15 عامًا بين عامي 1922 و 1937، على الرغم من أنه قضى مُعظم موسم 1923-24 على سبيل الإعارة في فريق كلايدبانك من الدرجة الأولى. كما لديه مشوار في إدارة نادي كيلمارنوك فترة ديسمبر 1937 إلى يوليو 1945، وأصبح مديرًا لسلتيك، حيث ظل أقل من 20 عامًا، حتى مارس 1965 عندما خلفه جوك ستين.
بالرغم من قصره (5 قدم و 6 بوصة)، اشتهر ببراعته وقدرته في الرأسيات. وكانت علامته التجارية عبارة عن رأس رصاصة أفقي تقريبًا، كان يؤديها ويحرز أهدافًا بانتظام والتي أكسبته ألقابه، «الطوربيد البشري» و «حورية البحر».

## مدير فني
أصبح ماكجروري أول مدير مُتفرغ في كيلمارنوك في ديسمبر 1937. وكان كيلمارنوك يكافح في الدوري وخسر أول مباراتين تحت قيادة ماكجروري. بهزيمة مذلة 9-1 على يد سلتيك في أول ظهور له كمدير وخسارة 4-0 أمام هيبرنيان. ومع ذلك، تحسن شكل الفريق وخسروا مرة واحدة فقط في اثنتي عشرة مباراة،  كما قاد كيلمارنوك إلى نهائي كأس اسكتلندا، حيث أطاح بكل من سلتيك ورينجرز في طريقه. جرت المباراة النهائية في 23 أبريل 1938 بين كيلمارنوك وإيست فايف، وانتهت بالتعادل 1-1. تم إجراء الإعادة بعد أربعة أيام، وخسر كيلمارنوك 2-4.
تحسن كيلمارنوك بشكل أكبر في أول موسم كامل لماكجروري كمدرب، حيث أنهى مركزًا مريحًا في منتصف الجدول في الدوري في نهاية 1938-1939. لم يتمكنوا من تكرار شكل الكأس في الموسم السابق، ومع ذلك، خرجوا من كأس اسكتلندا في الدور الثاني إلى هيبرنيان. بعد إعلان بريطانيا للحرب ضد ألمانيا في سبتمبر 1939، عاد كيلمارنوك أخيرًا للعب كرة القدم مرة أخرى في صيف عام 1944. في يوليو 1945، ذكرت صحيفة جلاسكو أن ماكغروري «سيتخذ خطوة مثيرة قريبًا.» وأكد هو نفسه لاحقًا أن توم وايت، رئيس مجلس إدارة سلتيك، قد اتصل هاتفياً لترتيب لقاء. سافر ماكغروري حسب الأصول إلى جلاسكو للتحدث معه، وعرض عليه العمل كمدير لسلتيك.
عاد ماكجروري إلى باركهيد لإدارة سلتيك. وأثبت موسمه الأول أنه صعب، حيث كان الفريق يضم مزيجًا من المحاربين القدامى والشباب. بدأ سيلتيك بداية سيئة في الموسم التالي، حيث فاز مرة واحدة فقط من أول خمس مباريات. شهدت هزيمة أخرى ضد ثيرد لانارك في سبتمبر 1946 واحتج عدد كبير من المشجعين خارج الملعب، على الرغم من أن الرئيس توم وايت هو الذي تعرض لانتقاداتهم وليس ماكغروري. في مارس 1947، توفي توم وايت وانتخب المخرج روبرت كيلي خلفًا له كرئيس. على مدار الثمانية عشر عامًا القادمة، سيكون كيلي الشخصية المهيمنة في سيلتيك بارك؛ فرض إرادته في إدارة النادي على جميع المستويات بما في ذلك المشاركة المباشرة في اختيار الفريق.
في عام 1948، عانى النادي من موسم أسوأ، ودخل آخر مباراة له في الدوري هذا الموسم مع إمكانية الهبوط. ذهب سلتيك للفوز 3-2 على دندي، لإراحة جميع المرتبطين بالنادي. ووصف ماكغروري لاحقًا مغازلة سلتيك للهبوط بأنها «أسوأ تجربة مررت بها في كرة القدم.»  في يونيو 1948، وقع ماكغروري مع تشارلي تولي من بلفاست سلتيك مقابل 8000 جنيه إسترليني. كان تولي مؤديًا كاريزميًا يجمع بين المراوغة الجريئة والمراوغة الصريحة والذكاء الحاد. أصبح مشهورًا بشكل كبير بدعم سلتيك.
عين سيلتيك جيمي هوجان خلال صيف 1948 كمدرب. كان قد عمل سابقًا في جميع أنحاء أوروبا، ولا سيما المجر، وقضى ست سنوات كمدرب للاتحاد الإنجليزي. قضى هوجان عامين فقط في باركهيد ولكن يُنسب إليه الفضل في التحسن في كرة القدم في سلتيك في أوائل الخمسينيات من القرن الماضي.
تحسنت الأمور في الخمسينيات من القرن الماضي، حيث أحدث كل من بوبي إيفانز وبيرتي بيكوك وبوبي كولينز وتولي تأثيرًا إيجابيًا على الفريق. في أبريل 1951، شهد هدف جون ماكفيل هزيمة سلتيك على مذرويل 1-0 في نهائي كأس اسكتلندا لأول لقب كبير للنادي منذ الحرب. بعد ذلك بعامين، هزم سيلتيك أرسنال ومانشستر يونايتد وهيبرنيان للفوز بكأس التتويج، وهي بطولة لمرة واحدة عقدت في مايو 1953 لإحياء ذكرى تتويج إليزابيث الثانية.
في عام 1954، فاز سيلتيك بأول ثنائية في الدوري والكأس لمدة أربعين عامًا، ولقب الدوري الأول منذ عام 1938. أنهى سيلتيك بفارق خمس نقاط عن هارتس في الدوري وكان لديه أفضل سجل دفاعي في القسم (تم استقبال 29 هدفًا فقط). تم التنافس في نهائي كأس اسكتلندا بين سلتيك وأبردين. فاز شون فالون في مباراة متنازع عليها بشدة بهدف بعد لعب ممتاز من ويلي فيرني. كما قاد سلتيك إلى فوزه الشهير بنتيجة 7-1 في نهائي كأس الدوري الإسكتلندي على رينجرز في عام 1957، والذي لا يزال حتى يومنا هذا رقمًا قياسيًا في نهائي كأس إنجلترا.
شهدت السنوات التي أعقبت الفوز على رينجرز نهائي كأس الرابطة معاناة سلتيك، وعلى الرغم من ظهور لاعبين واعدين مثل بيلي ماكنيل وبادي كريراند وبيرتي أولد وجيمي جونستون، لم يفز سيلتيك بألقاب أخرى تحت قيادة ماكغروري. كان ماكغروري مديرًا لما يقرب من 20 عامًا، قبل أن يخلفه جوك شتاين في مارس 1965. في هذا الوقت، عين مجلس إدارة سلتيك ماكجروري في منصب مسؤول العلاقات العامة الجديد، وهو المنصب الذي احتفظ به حتى تقاعده في عام 1979.

## مرتبة الشرف

### لاعب
سانت روش
- كأس الناشئين الإسكتلندي
  - الفائز: 1921-1922

- الدوري الإسكتلندي للناشئين
  - الفائز: 1921-1922

سلتيك
- الدوري الاسكتلندي القسم الأول
  - الفائز: 1925–26 ، 1935–36 ، 1937–38
- كأس اسكتلندي
  - الفائز: 1924–25 ، 1926–27 ، 1930–31 ، 1932–33 ، 1936–37
  - الوصيف: 1925–26 ، 1927–28
- كأس غلاسكو
  - الفائز: 1926–27، [16] 1927–28، [17] 1928–29، [18] 1930–31 [19]
- كأس غلاسكو الخيرية
  - الفائز: 1923 - 24، 1925 - 26، 1935 - 36، 1936 - 37

كيلمارنوك
- كأس اسكتلندي
  - الوصيف: 1937–38 [1]

سلتيك
- الدوري الاسكتلندي القسم الأول
  - الفائز: 1953–54 [20]
- كأس اسكتلندي
  - الفائز: 1950–51 ، [21] 1953–54 [21]
  - الوصيف: 1954–55 ، 1955–56 ، 1960–61 ، 1962–63
- كأس الدوري الإسكتلندي
  - الفائز: 1956–57، 1957–58
  - الوصيف: 1964-1965
- كأس غلاسكو [22]
  - الفائز: 1948–49، 1955–56، 1961–62، 1963–64
- كأس غلاسكو الخيرية
  - الفائز: 1949–50، 1952–53، 1958–59، 1960–61 (مشتركة)
- كأس التتويج: 1953 [21]
- كأس سانت مونجو [23]
  - الفائز: 1951–52

## أُنظر أيضًا
- قائمة لاعبي كرة القدم بـ500 هدف أو أكثر

## روابط خارجية
- سيرة جيمس ماكغروري